# Veronica baumgartenii
Veronica baumgartenii är en grobladsväxtart som beskrevs av Roemer och Schultes. Veronica baumgartenii ingår i släktet veronikor, och familjen grobladsväxter. Inga underarter finns listade i Catalogue of Life.